# Microrégion du Rio Negro (Paraná)
Pour les articles homonymes, voir Microrégion du Rio Negro.
La microrégion du Rio Negro est l'une des cinq microrégions qui subdivisent la mésorégion métropolitaine de Curitiba dans l'État du Paraná au Brésil.
Elle comporte 7 municipalités qui regroupaient 86 674 habitants en 2006 pour une superficie totale de 2 474 km2.

## Municipalités[1]
- Agudos do Sul
- Campo do Tenente
- Piên
- Quitandinha
- Rio Negro
- Tijucas do Sul